# Stephanollona eopacifica
Stephanollona eopacifica är en mossdjursart som först beskrevs av Soule, Soule och Chaney 1991.  Stephanollona eopacifica ingår i släktet Stephanollona och familjen Phidoloporidae. Inga underarter finns listade i Catalogue of Life.